# Nesticus carteri
Nesticus carteri är en spindelart som beskrevs av James Henry Emerton 1875. Nesticus carteri ingår i släktet Nesticus och familjen grottspindlar. Inga underarter finns listade i Catalogue of Life.